# 荃灣（如心廣場）巴士總站

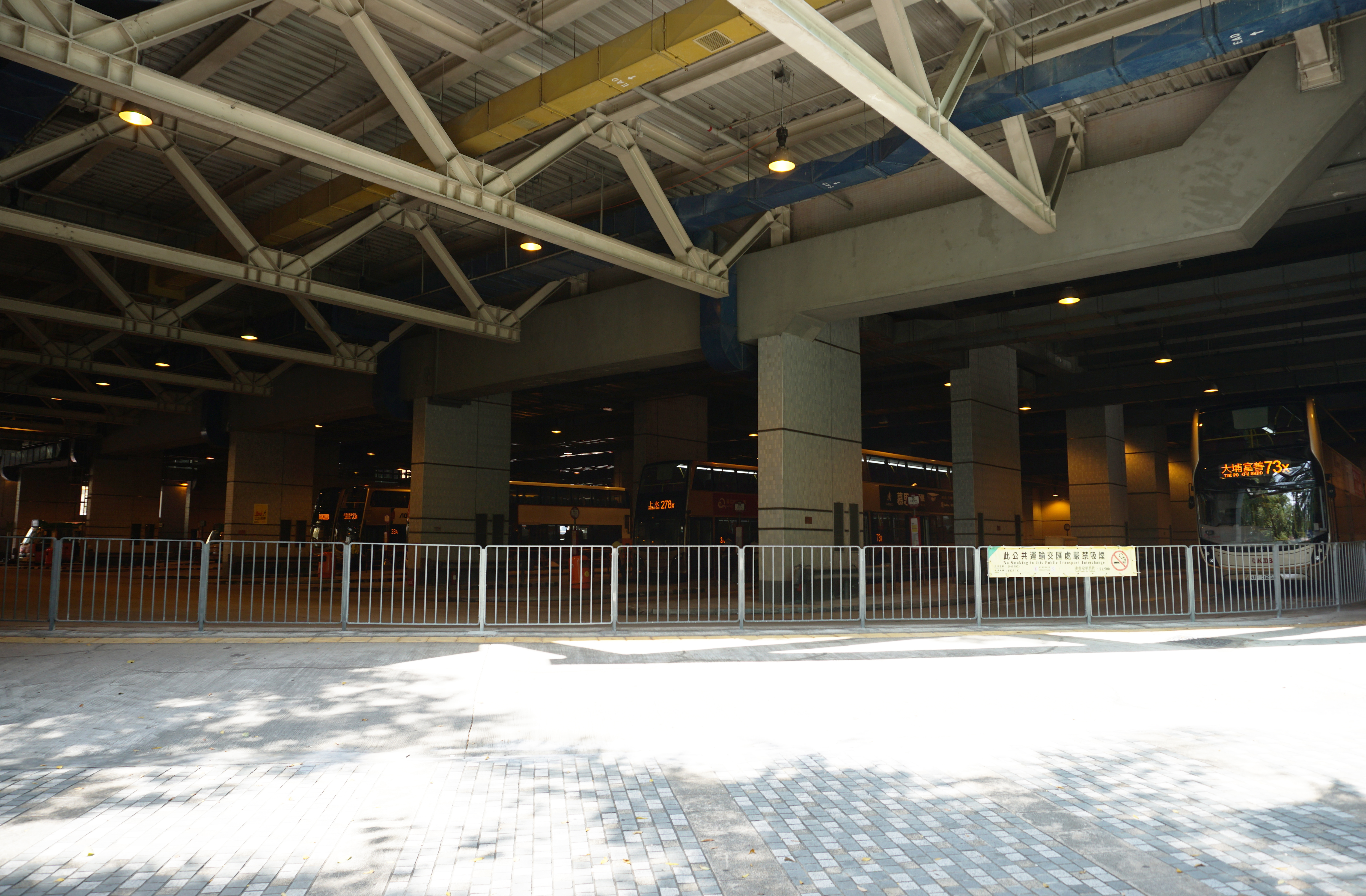
2017年的總站正面，當時左方的小巴總站仍未搬遷

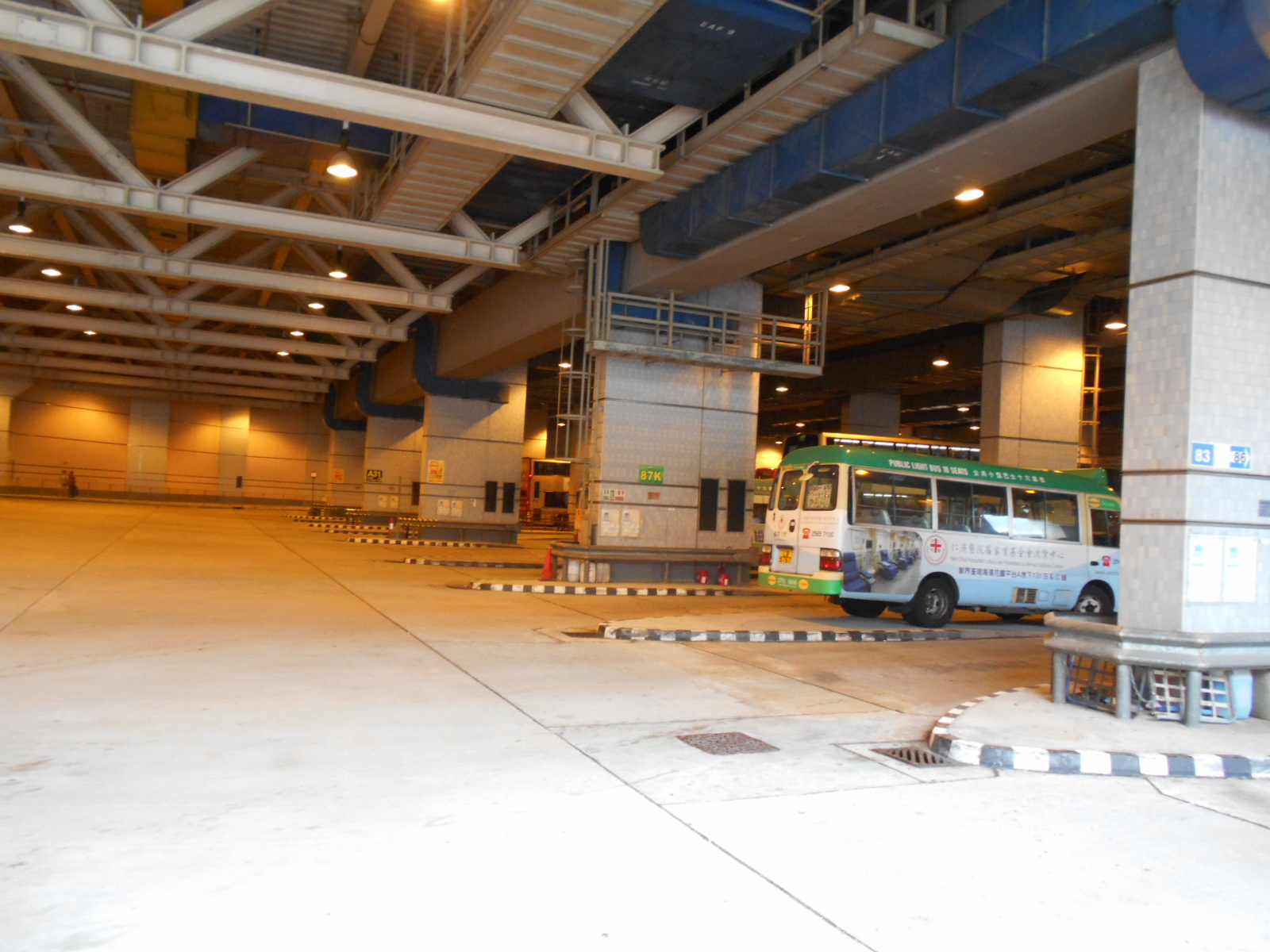
2016年的總站背面，當時右方的小巴總站仍未搬遷

荃灣（如心廣場）巴士總站（英語：Tsuen Wan (Nina Tower) Bus Terminus）是一個位於香港新界荃灣區的巴士總站。

## 簡介
荃灣（如心廣場）巴士總站於2000年3月19日啟用，當日有多條巴士路線分別從圓墩圍和荃灣運輸大樓（即現為多條小巴線的總站，已停用）的巴士總站遷往該處，巴士進出總站均須駛經大河道，停泊時車頭朝向西南方。路線往返多個地區，且全屬跨區路線，可是附近建設包括如心廣場在內當時仍未入伙，總站使用量一直維持在低水平。

### 如心廣場
如心廣場取名自已故前華懋集團主席龔如心的名字，而英文名稱Nina Tower和Teddy Tower則分別取名自她與她的丈夫王德輝的英文名字。規劃興建如心廣場時，其高度需要降低以遷就飛機航道，即使如此，它仍是新界區最高的大廈。

## 總站路線資料（巴士）

### 九龍巴士33A線
- 荃灣（如心廣場） ↔ 旺角（柏景灣）

於1971年1月15日投入服務，途經荃灣、葵涌、美孚、深水埗、旺角及大角咀。

### 九龍巴士40P線
- 荃灣（如心廣場） ↔ 觀塘碼頭

於2007年6月18日投入服務，途經荃灣站、石圍角邨、三棟屋村、梨木樹邨、石蔭邨、安蔭邨、石籬邨、青山公路－葵涌段、龍翔道、黃大仙、鑽石山、九龍灣、牛頭角及觀塘市中心。

### 九龍巴士46S線
- 顯徑 ↔ 荃灣（如心廣場）

於2020年4月27日投入服務，途經隆亨邨、新翠邨、美林邨、城門隧道及荃灣，只於星期一至五繁忙時間提供服務。

### 九龍巴士51線
- 荃灣（如心廣場） ↺ 上村

於1973年7月16日投入服務，途經荃灣、曹公潭、川龍、大帽山郊野公園及石崗，2019年4月回歸本站。

### 九龍巴士53線
- 元朗（形點） ↔ 荃灣（如心廣場）

於1973年7月16日投入服務，途經荃灣、油柑頭、汀九、深井、青龍頭、大欖涌、小欖、黃金海岸、青山灣、新墟、虎地、藍地、洪水橋、天水圍、屏山及元朗，設有多項雙向分段收費，2019年4月回歸本站。

### 九龍巴士66M線
- 屯門（大興邨） ↔ 荃灣（如心廣場）

本線提供大興邨、山景邨、屯門工業區往來荃灣的巴士服務，於1980年5月6日起投入服務。

### 九龍巴士73D線
- 廣福邨 → 荃灣（如心廣場）（上午班次）
荃灣（如心廣場） → 大埔（富善）（下午班次）

於2021年5月24日投入服務，途經荃灣市中心、大窩口站、昌榮路、梨木樹邨、城門隧道、香港科學園、白石角、大埔墟及大埔中心，只於平日繁忙時間提供服務。

### 九龍巴士73F線
- 荃灣（如心廣場） ↔ 香港教育大學

於2023年12月18日投入服務，途經荃灣市中心、大窩口站、昌榮路、梨木樹邨、城門隧道、吐露港公路及大埔工業邨，只於平日繁忙時間提供服務。

### 九龍巴士73P線
- 大美督 ↔ 荃灣（如心廣場）

於2019年6月3日投入服務，途經汀角路、鳳園、吐露港公路、城門隧道、梨木樹邨、葵興、葵芳及荃灣市中心，只於平日繁忙時間提供服務。

### 九龍巴士73X線
- 荃灣（如心廣場） ↔ 大埔（富善）

於1987年4月7日投入服務，途經荃灣市中心、大窩口站、昌榮路、梨木樹邨、城門隧道、吐露港公路、大埔墟及大埔中心。

### 九龍巴士278A線
- 粉嶺（皇后山） ↔ 荃灣（如心廣場）

於2017年7月15日投入服務，途經聯和墟、祥華邨、塘坑、粉嶺公路、吐露港公路、城門隧道、昌榮路、梨木樹邨、大窩口站及荃灣市中心。

### 九龍巴士278P線（只供落客，不設回程）
- 上水（太平） → 荃灣（如心廣場）

於2002年4月29日投入服務，途經清河邨、粉嶺南（百和路及華明）、粉嶺公路、吐露港公路、城門隧道、昌榮路、梨木樹邨、大窩口站及荃灣市中心，只於平日上午繁忙時間提供單方向往荃灣服務。

### 九龍巴士278X線
- 上水 ↔ 荃灣（如心廣場）

於1998年11月1日投入服務，途經荃灣市中心、大窩口站、昌榮路、梨木樹邨、城門隧道、吐露港公路、粉嶺公路、華明邨、景盛苑、粉嶺站及上水站。

### 龍運巴士A31線
- 荃灣（如心廣場） ↔ 機場（地面運輸中心）

於1998年7月6日投入服務，由龍運巴士營運，於1998年7月6日投入服務。2016年12月3日起，改經愉景新城、荃灣站、悅來酒店、環宇海灣、青荃橋、長安邨、青衣北岸公路、青嶼幹線、一號客運大樓及港珠澳大橋香港口岸。

### 龍運巴士NA31線
- 荃灣（如心廣場） ↔ 港珠澳大橋香港口岸（經機場客運大樓）

於2017年4月8日投入服務，途經愉景新城、荃灣站、悅來酒店、環宇海灣、青荃橋、長安邨、青衣北岸公路、青嶼幹線、國泰城及一號客運大樓，只於深宵時段提供服務。

### 珀麗灣居民巴士NR331S線
- 馬灣（珀欣路） ↔ 荃灣（如心廣場）

## 途經路線資料

### 九龍巴士33R線
- 荃灣（愉景新城） ↔ 北潭涌

2022年12月17日開辦，途經大網仔、企嶺下、樟木頭、馬鞍山市中心、城門隧道、荃灣市中心及如心廣場，本線只於假日提供服務。

### 九龍巴士48P線
- 火炭駿洋邨 ↔ 青龍頭

只限往青龍頭方向途經此站。

### 九龍巴士61P線
- 掃管笏 ↔ 荃灣站

### 過海隧道巴士930X線
- 荃灣（愉景新城） ↔ 銅鑼灣（摩頓台）

只限每日往愉景新城及星期一至五早上08:25後和星期六、日及公眾假期所有往銅鑼灣方向的班次途經此站。

## 過往路線
- 九龍巴士40線（總站已延長至荃灣 (麗城花園)）
- 九龍巴士64M線（已取消）
- 九龍巴士234B線（總站已遷至荃灣西站）
- 新界區專線小巴83A線（總站已遷至荃灣(海貴路)）
- 新界區專線小巴86線（總站已遷至荃灣(海貴路)）
- 新界區專線小巴87K線（總站已遷至荃灣(海貴路)）
- 新界區專線小巴94S線（總站已遷至荃灣(海貴路)）
- 新界區專線小巴95線（總站已遷至荃灣(海貴路)）
- 新界區專線小巴99線（總站已遷至荃灣(海貴路)）
- 新界區專線小巴96線（已改為繞經荃灣(海貴路)）

## 車坑分佈
| 車坑分佈（以入口最左邊起計） | 車坑分佈（以入口最左邊起計） | 車坑分佈（以入口最左邊起計）    | 車坑分佈（以入口最左邊起計） |
| 編號                         | 車坑數目                     | 巴士路線                        |                              |
| ---------------------------- | ---------------------------- | ------------------------------- | ---------------------------- |
| 1                            | 單坑                         | 40P、53                         |                              |
| 2                            | 單坑                         | 66M                             |                              |
| 3                            | 單坑                         | 33R、48P（往青龍頭）、61P、930X |                              |
| 4                            | 單坑                         | 33A                             |                              |
| 5                            | 單坑                         | 73D、73F、73P、73X              |                              |
| 6                            | 單坑                         | 278A                            |                              |
| 7                            | 單坑                         | 278X                            |                              |
| 8                            | 單坑                         | 46S、51、278P（落客站）         |                              |
| 9                            | 單坑                         | A31                             |                              |
| 10                           | 雙坑                         | NA31                            |                              |

## 外部連結
- 九巴 （页面存档备份，存于）